# La Garita, Michoacán de Ocampo
La Garita är en ort i Mexiko.   Den ligger i kommunen Jungapeo och delstaten Michoacán de Ocampo, i den södra delen av landet, 140 km väster om huvudstaden Mexico City. La Garita ligger 1 506 meter över havet och antalet invånare är 867.
Terrängen runt La Garita är huvudsakligen lite bergig. La Garita ligger nere i en dal som går i nord-sydlig riktning. Runt La Garita är det ganska tätbefolkat, med 139 invånare per kvadratkilometer. Närmaste större samhälle är Heróica Zitácuaro, 14,3 km öster om La Garita. I omgivningarna runt La Garita växer huvudsakligen savannskog.